# Taça Santos Dumont
Taça Santos Dumont é um torneio de futebol do Rio de Janeiro criado em 2013, que é realizado em anexo à Série A2 do Campeonato Carioca como o seu primeiro turno. É gerido pela Federação de Futebol do Estado do Rio de Janeiro (FERJ).

## História
Com a mudança do regulamento da competição feita em arbitral realizado no dia 21 de novembro de 2012, ficou definida a criação da Taça Santos Dumont que será o primeiro turno da Segunda Divisão. O objetivo da FERJ é padronizar todas as divisões. 
A primeira edição da Taça Santos Dumont foi realizada no ano de 2013 e a fórmula permanece até 2016, quando vai ocorrer um novo arbitral para definição do regulamento dos dois anos subsequentes, podendo ou não permanecer este formato nas demais temporadas. Este regulamento permaneceu até a edição de 2022.
Em 2023, o regulamento da Taça Santos Dumont foi modificado. Em turno único de pontos corridos, o clube que terminar na primeira colocação será declarado o campeão.

## Campeões

### Títulos por clube
| Clube             | Título          | Vice            | Semifinal                   |
| ----------------- | --------------- | --------------- | --------------------------- |
| Nova Iguaçu       | 2 (2016 e 2020) | —               | —                           |
| Americano         | 1 (2018)        | 2 (2015 e 2025) | 2 (2016 e 2017)             |
| Audax Rio         | 1 (2021)        | 1 (2017)        | 1 (2024)                    |
| Bonsucesso        | 1 (2013)        | 1 (2019)        | —                           |
| America           | 1 (2019)        | —               | 4 (2013, 2014, 2015 e 2018) |
| Portuguesa-RJ     | 1 (2015)        | —               | 2 (2013 e 2014)             |
| Maricá            | 1 (2024)        | —               | 1 (2021)                    |
| Petrópolis        | 1 (2023)        | —               | 1 (2020)                    |
| Goytacaz          | 1 (2017)        | —               | 1 (2019)                    |
| São Gonçalo EC    | 1 (2025)        | —               | —                           |
| Volta Redonda     | 1 (2022)        | —               | —                           |
| Barra Mansa       | 1 (2014)        | —               | —                           |
| Sampaio Corrêa-RJ | —               | 2 (2020 e 2023) | 2 (2016 e 2022)             |
| Olaria            | —               | 2 (2014 e 2024) | 2 (2022 e 2023)             |
| Artsul            | —               | 1 (2021)        | 1 (2023)                    |
| Macaé             | —               | 1 (2022)        | —                           |
| Tigres do Brasil  | —               | 1 (2018)        | —                           |
| Itaboraí          | —               | 1 (2016)        | —                           |
| Cabofriense       | —               | 1 (2013)        | —                           |
| Duque de Caxias   | —               | —               | 3 (2017, 2020 e 2024)       |
| Friburguense      | —               | —               | 2 (2018 e 2021)             |
| Araruama          | —               | —               | 1 (2025)                    |
| Bangu             | —               | —               | 1 (2025)                    |
| Campos            | —               | —               | 1 (2019)                    |
| Angra dos Reis    | —               | —               | 1 (2015)                    |